# Rinopomàtids
Els rinopomàtids (Rhinopomatidae) són una família de ratpenats. Fins a principis del segle xxi es considerava que la família era monotípica amb el seu únic gènere vivent, Rhinopoma (ratpenats de cua de rata). Tanmateix, la descripció de Qarunycteris (Eocè superior d'Egipte) el 2008 i Corbarhina (Miocè inferior de la Catalunya Nord) el 2014 feu que passés a ser una família amb tres membres. Les espècies actuals d'aquest grup tenen una àmplia distribució pels deserts i semideserts, des del Marroc a l'oest fins a Sumatra a l'est.